# Meinst du, die Russen wollen Krieg?

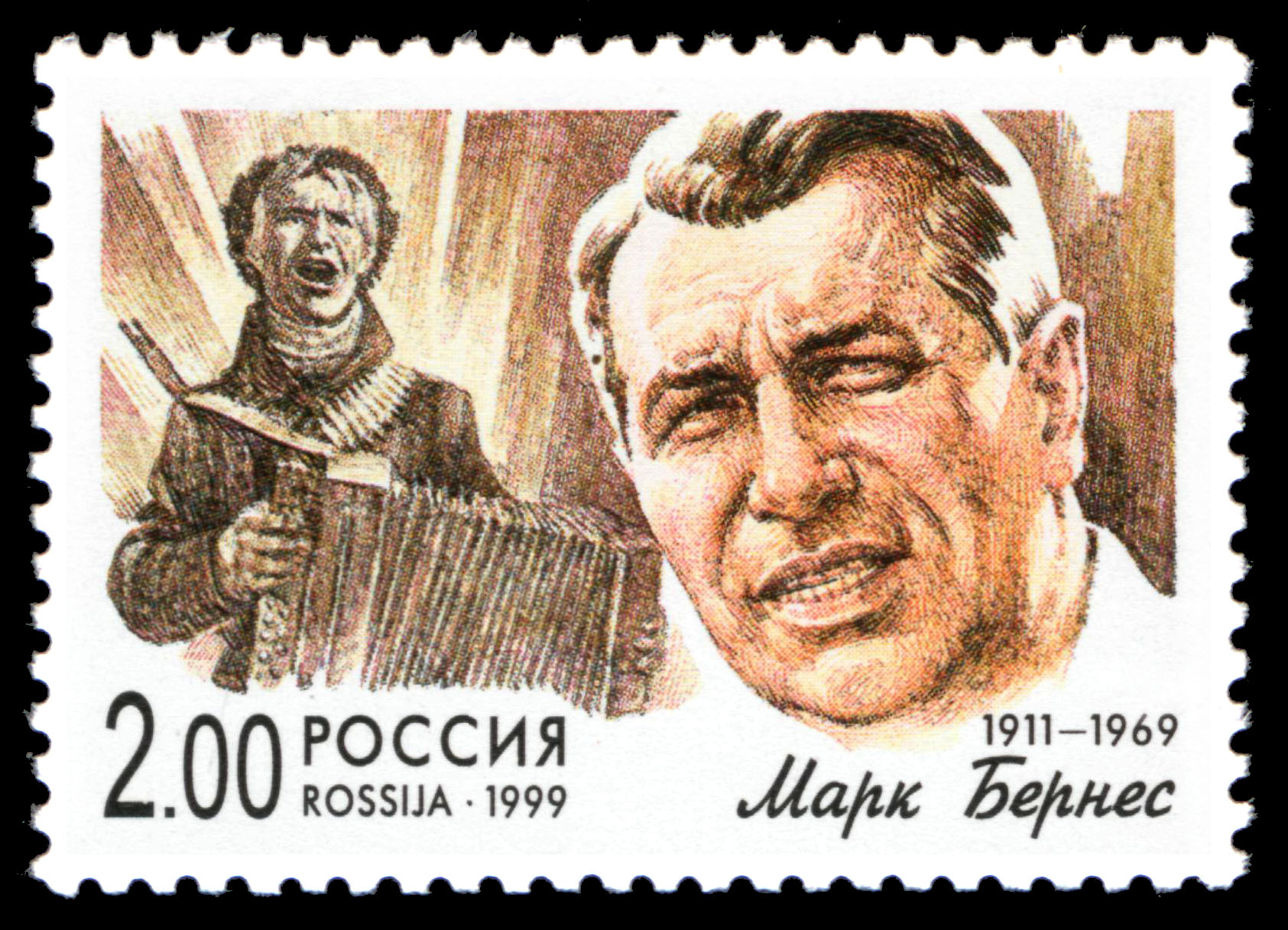
Russische Briefmarke aus dem Jahr 1999 zu Ehren des Sängers Mark Bernes

Meinst du, die Russen wollen Krieg? (russisch Хотят ли русские войны? Chotjat li russkije woiny?) ist der vielfach zitierte Titel eines Gedichts von Jewgeni Jewtuschenko aus dem Jahr 1961. Die zunächst von Mark Bernes gesungene Vertonung des Gedichts aus demselben Jahr durch Eduard Kolmanowski wurde ein bekanntes Antikriegslied.

## Geschichte
Das Gedicht „Meinst du, die Russen wollen Krieg?“ entstand im Jahr 1961 im Kontext der angespannten Zeit des Kalten Krieges im Vorfeld der Kubakrise. Jewtuschenko reagierte damit auf die „antisowjetische Hetze“, die er auf einer Reise durch Westeuropa und die USA erlebt hatte. Eduard Kolmanowski vertonte das Gedicht im selben Jahr und Mark Bernes sang das Lied erstmals 1961 auf dem 22. Parteitag der Kommunistischen Partei der Sowjetunion. Auf den Weltfestspielen der Jugend und Studenten im Jahr 1962 in Helsinki wurde das Lied begeistert aufgenommen und erlangte weltweite Bekanntheit. Sigrid Siemund übersetzte den Text des Liedes ins Deutsche.

## Inhalt
Zu Beginn des Liedes wird die Frage „Meinst du, die Russen wollen Krieg?“ gestellt. Sie wird in den folgenden Refrains, die lediglich aus drei Wiederholungen dieser Frage bestehen, wiederholt.
In der ersten Strophe finden sich Verweise auf die friedliche Welt russischer Naturlandschaften. Anschließend und im Kontrast dazu wird der Hörer des Liedes aufgefordert, den Sohn eines gefallenen Soldaten nach der Antwort auf die Titelfrage des Liedes, d. h. ob die Russen Krieg wollen, zu fragen. In der zweiten Strophe wird auf den Zweiten Weltkrieg und den Elbe Day Bezug genommen. Erneut fordert der Text auf, die kämpfenden Soldaten nach der Antwort auf die Titelfrage zu konsultieren. Die dritte Strophe beginnt mit einem pazifistischen Appell für eine Welt ohne Kriege und endet mit dem Aufruf, bei Müttern und Frauen von Soldaten die Antwort auf die Titelfrage zu ersuchen. In der letzten Strophe wird schließlich zusammengefasst, dass jedes Mitglied eines jeden „Volkes“ die „Wahrheit“ erkannt habe. Diese Wahrheit wird allerdings nicht ausgesprochen, sondern es wird im anschließenden Refrain nur mehrfach die Titelfrage des Liedes wiederholt.

## Interpretation
Die Titelfrage „Meinst du, die Russen wollen Krieg?“ wird im Laufe des Liedes zwar nicht explizit mit einem „Nein“ beantwortet. Die Strophen des Liedes machen allerdings die Ablehnung von Kriegen und die Vision einer friedlichen Weltordnung deutlich. Durch diesen Kontext wird die Frage „Meinst du, die Russen wollen Krieg?“ zu einer rhetorischen Frage, die weniger als ernst gemeinte Frage, sondern vielmehr zur Vermittlung und Verstärkung der pazifistischen Aussage des Liedes dient.
Das Lied hätte nach Irmtraud Gutschke auch als „Versprechen“ interpretiert werden können: „Die ‚Russen‘ würden niemals einen Krieg beginnen.“

## Rezeption

### Zeit des Kalten Krieges
Das Alexandrow-Ensemble und der Berliner Oktoberklub spielten „Meinst du, die Russen wollen Krieg?“. Das Lied galt in der DDR als „viel gesungenes antifaschistisches Lied“. Im Jahr 1985 wurde im Moskauer Progress-Verlag eine auf Deutsch verfasste Anthologie unter dem Titel „Meinst Du, die Russen wollen Krieg?“ veröffentlicht. Der als „Antikriegsanthologie“ bezeichnete Band enthielt literarische und politische Texte von Fjodor Abramow, Tschingis Aitmatow, Wladimir Bogomolow, Wassil Bykau, Ilja Ehrenburg, Alexander Fadejew, Andrei Platonow, Alexander Twardowski u. a.

### Russischer Überfall auf die Ukraine 2022
Unmittelbar vor dem Russischen Überfall auf die Ukraine 2022 richtete der ukrainische Präsident Selenskyj einen Friedensappell an die russische Öffentlichkeit. Er beendete seine größtenteils auf Russisch gehaltene Rede, indem er die Phrase „Meinst du, die Russen wollen Krieg?“ an die russische Bevölkerung richtete: „‚Meinst du, die Russen wollen Krieg?‘ Ich wünschte mir sehr, ich könnte diese Frage beantworten. Aber die Antwort hängt allein von Ihnen ab, von den Bürgern der Russländischen Föderation.“
In der ersten Sendung des ZDF Magazin Royale nach dem Russischen Überfall auf die Ukraine 2022, am 4. März 2022, sang Jan Böhmermann das Lied auf Deutsch. Dabei änderte er den Satz „Frag Mütter, die seit damals grau, befrag doch bitte meine Frau“ in „Frag Eltern, die seit damals grau, frag deinen Mann, frag deine Frau“. Die Titelfrage des Liedes fand in der deutschen Berichterstattung Erwähnung, auch in Leitmedien.